# Ruhgraben (Wehmig)
Der Ruhgraben ist ein knapp ein Kilometer langer und linker Zufluss der Wehmig im Landkreis Aschaffenburg im bayerischen Spessart.

## Geographie

### Verlauf
Der Ruhgraben entspringt am Nordhang des Heidkopfes (371 m) in der bayerischen Sülzert. Er fließt in nordwestliche Richtung und mündet südöstlich einiger Fischweiher in die Wehmig.

### Flusssystem Kahl
- Liste der Fließgewässer im Flusssystem Kahl

## Einzelnachweise

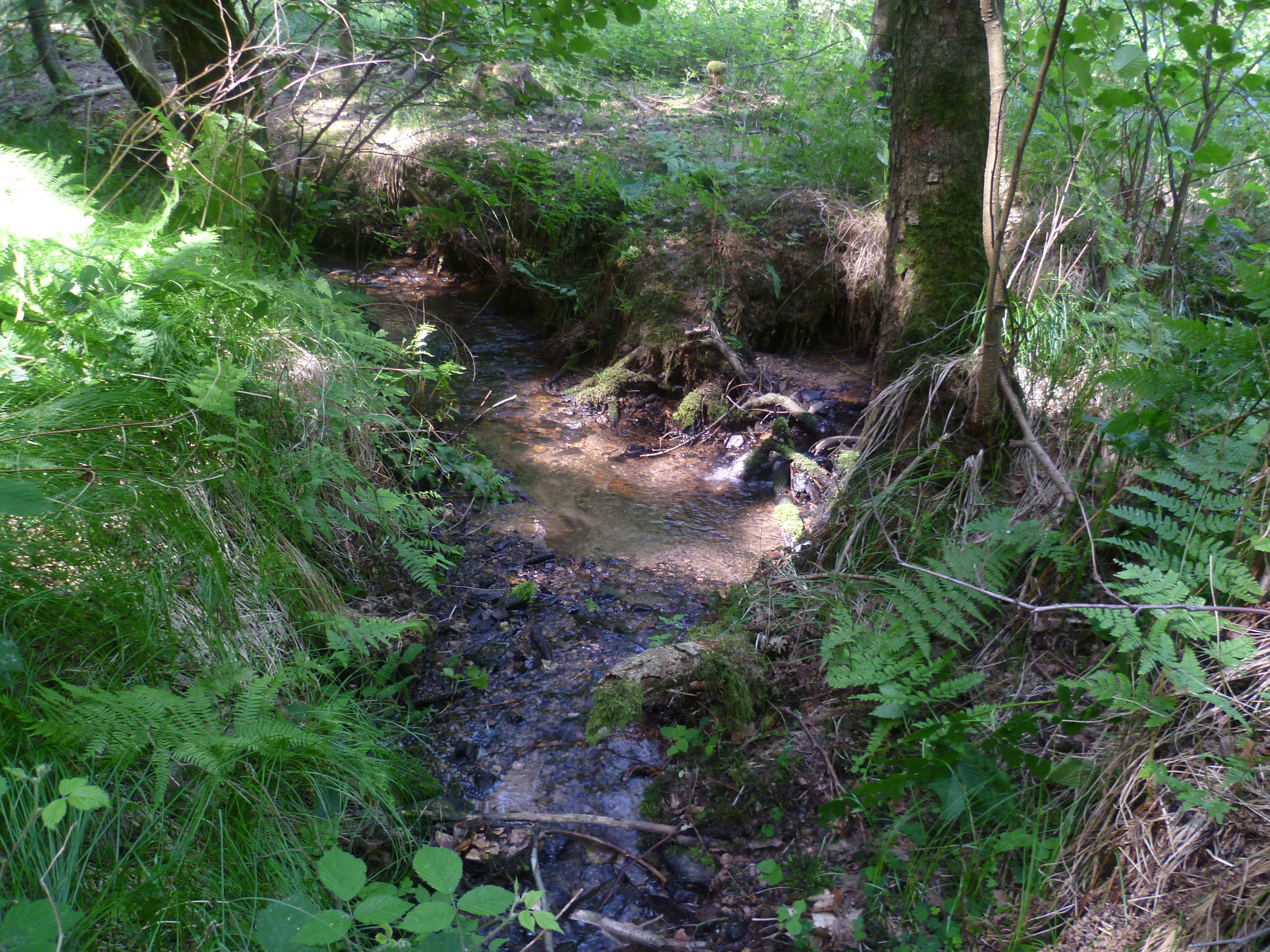
Der Ruhgraben (vorne) mündet in die Wehmig